# Panzer von Ksour Essef
Der Panzer von Ksour Essef ist ein hellenistischer Bronzepanzer, der in Ksour Essef in Tunesien gefunden wurde. Er befindet sich heute im Bardo-Museum in Tunis.

## Beschreibung
Der Panzer besteht aus vergoldeter Bronze. Er ist zweiteilig und setzt sich aus einem Brust- und einem Rückenpanzer zusammen. Er ähnelt dem samnitischen Dreischeiben-Plattenpanzer und ist eine Weiterentwicklung desselben. Auf der Brustplatte sind zwei Scheiben angeordnet, die leicht nach außen gewölbt sind, um der Brustmuskulatur Raum zu bieten. Die untere Platte fehlt im Gegensatz zum Dreischeiben-Plattenpanzer, stattdessen ist der Kopf einer helmtragende Athena dargestellt. Der Rückenpanzer ist ähnlich gestaltet und die gesamte Oberfläche ist reich dekoriert. Um die Scheiben und den Kopf herum und auch dazwischen sind rankenförmige Motive angebracht. Der Verschluss des Panzers um den Körper erfolgte mit Ketten und Platten um die Taille herum sowie mit Lederbändern, die von bronzenen Beschlägen am Bruststück gehalten werden über den Schultern.

## Einordnung
Der Panzer wurde im Februar 1909 in einem Grab in Ksour Essef im heutigen Tunesien, dem antiken Gebiet der Karthager, gefunden. Sie stammt aus dem 3. Jahrhundert v. Chr. Sie wurde allerdings in keiner karthagischen Werkstatt hergestellt, sondern in einer Bronzegießerei in Kampanien, wo im 3. Jahrhundert ein Zentrum für derartige Arbeiten bestand. Vermutlich hat ein Soldat Hannibals die Rüstung als Beutestück mitgenommen und – entgegen dem in Karthago damals üblichen Brauch – verfügt, dass sie ihm ins Grab mitgegeben werde.